# Шпачок брамінський
Шпачок брамінський (Sturnia pagodarum) — вид горобцеподібних птахів родини шпакових (Sturnidae).

## Поширення
Вид поширений в Індії та Непалі. Взимку трапляється на Шрі-Ланці. Мешкає в сухих лісах, чагарникових джунглях і на плантаціях, часто знаходиться поблизу людського житла. Особливо полюбляє ділянки з заболоченими або болотистими землями. Хоча в основному їх можна побачити на рівнинах, є кілька записів з висоти понад 3000 метрів.

## Опис
Шпак блідо-червоно-кремового кольору з чорною шапкою та пухким гребенем. Він має довжину від 19 до 20 см, розмах крил від 9,9 до 11,5 см і вагу 40-54 г. Дзьоб жовтий з блакитною основою. Райдужна оболонка бліда, а шкіра навколо очей синюшна. Зовнішні пір'я хвоста мають білі кінчики, а чорні первинні частини крил не мають білих плям. Дорослий самець має більший гребінь, ніж самиця, а також має довшу шию. Молоді тьмяніші, а капелюшок коричневіший.